# Терцорио
Терцо̀рио (на италиански: Terzorio; на лигурски: o Tressèu, о Тресеу) е село и община в Северна Италия, провинция Империя, регион Лигурия. Разположено е на 185 m надморска височина. Населението на общината е 234 души (към 2011 г.).